# Terekura

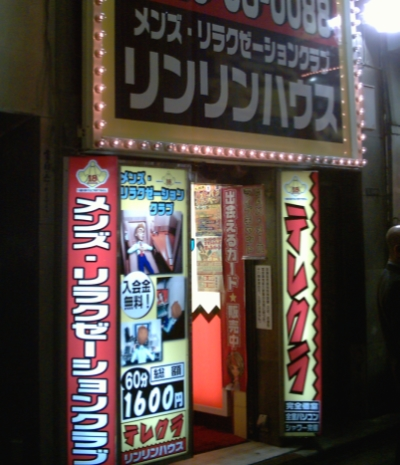
Terekura

Terekura (jap. テレクラ) ist eine Abkürzung für den englischen Begriff telephone club (テレフォンクラブ, terefon kurabu) und bezeichnet telefonbasierte Partnervermittlungen, die in Japan entstanden, um das Verbot der Prostitution zu umgehen.
In der ursprünglichen Fassung der Terekura, besonders verbreitet Mitte der 1990er Jahre, bezahlte der männliche Kunde eine Kabine mit einem Telefon. Von außerhalb konnten Frauen sich über eine Telefonvermittlung des Clubs kostenlos verbinden lassen.
Mit der Verbreitung der Mobiltelefone wurden die „echten“ Terekura mehr und mehr durch virtuelle Clubs ersetzt.
Die weitaus meisten Terekura-Gespräche finden im stillschweigenden Einverständnis statt, dass dies mit hoher Wahrscheinlichkeit zu bezahltem Sex führt. Treffpunkt ist dabei üblicherweise ein Love Hotel.
Die Terekura und die daraus resultierende Anonymität waren vor dem Aufkommen von internetfähigen Mobiltelefonen die beliebteste und einfachste Möglichkeit zur Anbahnung von Enjokōsai („Aushilfsbegleitung“) und deshalb im Visier der japanischen Polizei.